# Estazolam
L'estazolam (venduto sotto il nome commerciale Esilgan) è uno psicofarmaco appartenente alla categoria delle triazolobenzodiazepine sviluppato dalla casa farmaceutica Upjohn negli anni settanta. 

## Farmacodinamica
Estazolam, come tutti i farmaci di questa classe, esercita i suoi effetti terapeutici grazie alle sue proprietà di agonista del recettore delle benzodiazepine. L'estazolam sembra agire per potenziamento dell'attività inibitoria del GABA a livello del SNC e possiede attività ansiolitiche, anticonvulsivanti, sedative e debolmente miorilassanti.
È pertanto impiegabile per il trattamento di forme di insonnia a breve termine. Estazolam ad alte dosi riduce il turnover di istamina tramite la sua azione presso il complesso recettore delle benzodiazepine-GABA nel cervello di topo.

## Farmacocinetica
Dopo somministrazione per via orale l'assorbimento avviene nel tratto gastroenterico, ma particolarmente a livello duodenale. La concentrazione plasmatica massima (Cmax) viene raggiunta entro 1-6 ore dall'assunzione. Estazolam è una benzodiazepina con una durata d'azione intermedia. L'emivita di eliminazione è di circa 19 ore, con un range che varia tra le 8 e le 31 ore. Nell'organismo viene biotrasformato a 4-idrossiestazolam e 1-ossoestazolam, entrambi metaboliti inattivi. L'eliminazione avviene principalmente attraverso l'emuntorio renale. L'estazolam attraversa la barriera ematoencefalica e viene secreto nel latte materno.

## Tossicologia
Studi sperimentali su animali (topo, ratto e coniglio maschio) hanno messo in evidenza che i valori della DL50 a seguito di somministrazione orale sono rispettivamente di 740, 3200 e 300 mg/kg peso corporeo.

## Usi clinici

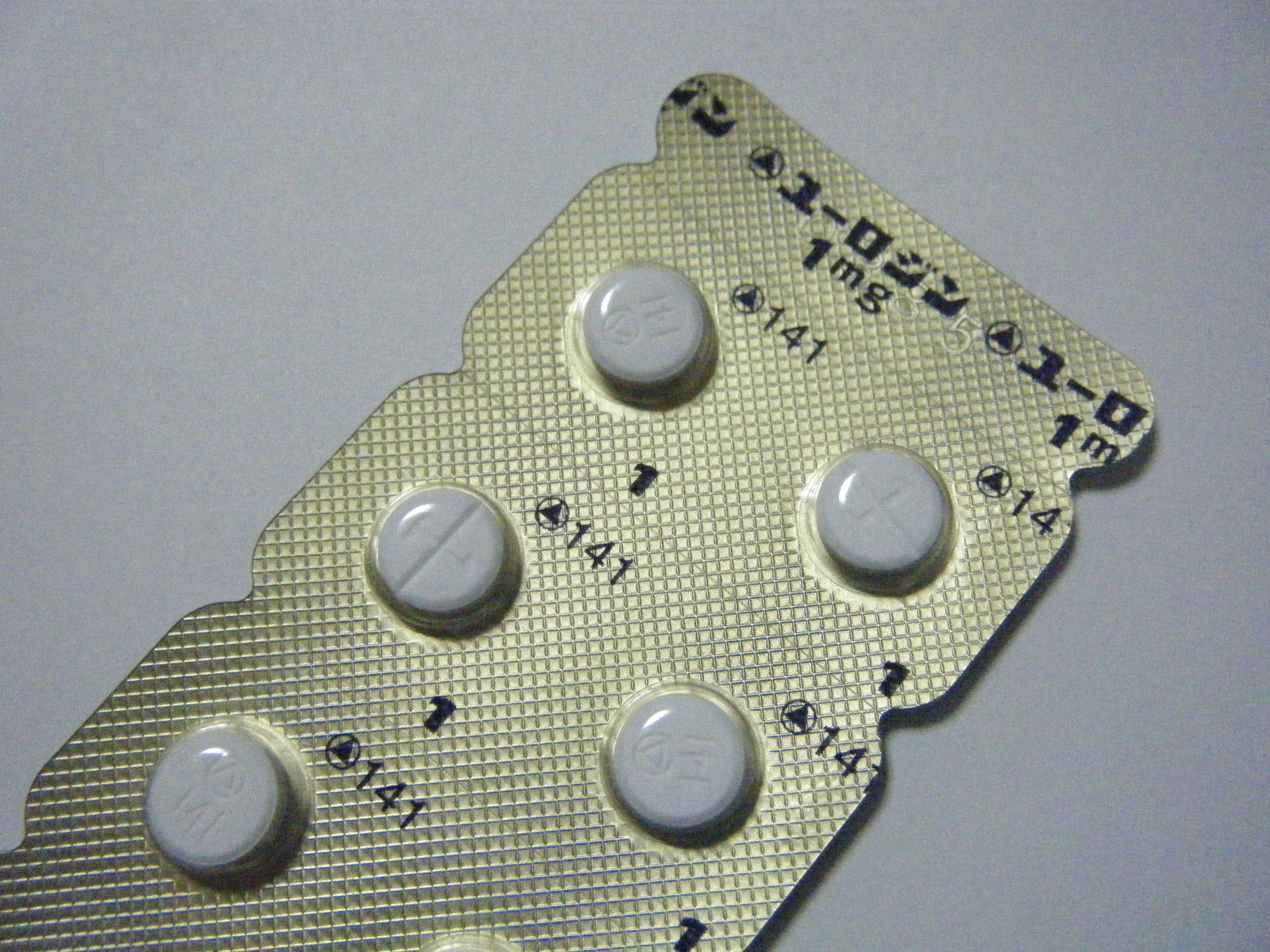
Compresse di estazolam da 1mg, vendute sul mercato giapponese col nome commerciale di Eurodin.

L'estazolam è prescritto nel trattamento a breve termine di alcune forme di disturbi del sonno. È un farmaco ipnotico-sedativo che si dimostra efficace nell'aumentare il tempo di sonno e nel ridurre i risvegli durante la notte. La combinazione con trattamenti non farmacologici per la gestione del sonno fornisce miglioramenti di lungo periodo nella qualità del sonno anche in seguito all'interruzione della terapia farmacologica.
L'estazolam talvolta è usato anche come induttore del sonno in ambito preoperatorio. In ambito preoperatorio in uno studio clinico si è dimostrato superiore al triazolam nel profilo di effetti collaterali.
Le proprietà ansiolitiche dell'estazolam dovute alla sua emivita relativamente lunga possono essere utili nel trattamento di forme di insonnia associate ad ansia.

## Effetti collaterali e indesiderati
Un effetto "hang-over" (effetto sbornia) si verifica con alta frequenza il giorno successivo all'assunzione comportando importanti alterazioni e riduzioni delle prestazioni fisiche e mentali.

Altri effetti collaterali di estazolam includono sonnolenza, vertigini, ipocinesia, confusione mentale, tremore, depressione, diplopia, debolezza muscolare, affaticamento, disartria, stipsi, nausea, ittero, ritenzione o incontinenza urinaria, alterazione della libido, ipotensione e anormale coordinamento. Molto più raramente è possibile che si verifichi ansia paradossa.

## Controindicazioni
Il farmaco è controindicato nei casi di ipersensibilità individuale nota al principio attivo oppure ad uno qualsiasi degli eccipienti
È inoltre controindicato nei soggetti affetti da miastenia grave e nelle donne in stato di gravidanza, in particolare nel primo trimestre ed in quelle che allattano al seno. Controindicazioni relative sono rappresentate dall'insufficienza cardiaca, respiratoria, renale ed epatica, così come dalla concomitante presenza di comorbidità (disturbi psichiatrici, aterosclerosi, dipendenza da alcool o sostanze psicoattive).

## Dosi terapeutiche
L'estazolam va somministrato per via orale in dosi di 1–2 mg, subito prima di coricarsi. La dose massima utilizzabile è pari a 4 mg al giorno. Nei soggetti anziani è opportuno cercare di personalizzare quanto più possibile la posologia.

### Dosaggio nell'anziano
Un'ampia rassegna della letteratura medica, per quanto attiene alla gestione dell'insonnia nell'anziano, ha messo in evidenza che vi è una notevole evidenza della efficacia e del perdurare nel tempo dei trattamenti non farmacologici per l'insonnia negli adulti di tutte le età. I medesimi studi hanno mostrato che vi è un ingiustificato sottoutilizzo di questi interventi.
Rispetto alle benzodiazepine, tra cui estazolam, i sedativi-ipnotici non benzodiazepinici sembrano offrire pochi vantaggi clinici di efficacia e tollerabilità, ammesso che vene siano, nelle persone anziane.
Si è constatato che i nuovi agenti con nuovi meccanismi d'azione e profili di sicurezza migliorati, come ad esempio gli agonisti della melatonina, sono promettenti per la gestione dell'insonnia cronica nelle persone anziane.
L'uso a lungo termine di sedativi-ipnotici per l'insonnia è carente di evidenze mediche ed è stato tradizionalmente scoraggiato per motivi che comprendono, fra le altre, le preoccupazioni circa i potenziali effetti negativi dei farmaci, come ad esempio il possibile deterioramento cognitivo (amnesia anterograda), la sedazione persistente nelle ore diurne, l'incoordinazione motoria, ed un maggiore rischio di incidenti automobilistici e legati al rischio di cadute.
Inoltre, l'efficacia e la sicurezza di questi agenti nell'impiego a lungo termine rimane da determinare. Gli studiosi ritengono che siano necessarie ulteriori ricerche per valutare gli effetti a lungo termine del trattamento e la strategia di gestione più appropriata nelle persone anziane con insonnia cronica.

### Dipendenza e tolleranza
La principale preoccupazione circa la sicurezza delle benzodiazepine come estazolam, in particolare delloro uso cronico, è la possibilità che si instauri una dipendenza da benzodiazepine, cui fa inevitabilmente seguito la successiva sindrome da sospensione di benzodiazepine, che può verificarsi anche a seguito di interruzione dell'assunzione di estazolam. Una revisione della letteratura ha messo in evidenza che l'uso a lungo termine di benzodiazepine simili ad estazolam è associato all'insorgenza di fenomeno di tolleranza al farmaco, tossicodipendenza, effetto insonni da rimbalzo, ed altri effetti negativi legati a disturbi a carico del sistema nervoso centrale (SNC).
Estazolam deve essere utilizzato solo per trattamenti a breve termine ed alla più bassa dose efficace, ciò al fine di evitare complicazioni legate al suo uso a lungo termine. Come già ricordato esistono anche opzioni terapeutiche di tipo non farmacologico le quali, invece, si è visto comportare miglioramenti duraturi nella qualità del sonno.
Nei soggetti anziani i benefici a breve termine delle benzodiazepine sul sonno iniziano a diminuire già dopo pochi giorni, a causa dello sviluppo del fenomeno della tolleranza agli effetti ipnotici delle molecole.

## Sovradosaggio
In caso di intossicazione acuta da estazolam si possono osservare sonnolenza, confusione, ipotensione, depressione respiratoria e del SNC fino a coma. Il trattamento è innanzitutto sintomatico; qualora sia necessario l'annullamento degli effetti centrali si ricorre alla somministrazione di flumazenil, un antagonista delle benzodiazepine.

## Interazioni
- Etanolo: la contemporanea somministrazione aumenta le proprietà ipnotico-sedative dell'estazolam.[22] Manufacturers warn in package inserts about an interaction with Ritonavir, but clinical interactions of Ritonavir with estazolam have not yet been described.[23]
- Farmaci deprimenti il sistema nervoso centrale (SNC) (neurolettici, ipnotici, antidepressivi, antistaminici, anestetici, analgesici): la contemporanea somministrazione di queste sostanze con estazolam può potenziare gli effetti sedativi di quest'ultimo.
- Cimetidina e disulfiram: la co-somministrazione con estazolam, così come con altre benzodiazepine, ne può potenziare gli effetti, verosimilmente a seguito di un meccanismo di inibizione del metabolismo.
- Levodopa: in caso di terapia di associazione si può verificare una diminuzione degli effetti del farmaco antiparkinsoniano.

## Effetti sull'EEG nei conigli
Uno studio su animali ha dimostrato che nei conigli estazolam induce un modello di sonno in cui l'EEG include onde lente ad alto voltaggio ed una esplosione di fusi del sonno decisamente aumentati sia a livello della corteccia cerebrale  che della amigdala. Contestualmente si evidenzia che a livello dell'ippocampo il ritmo theta risulta disaccoppiato.

È pure frequente rilevare onde veloci a basso voltaggio che si verificano soprattutto nell'EEG corticale. La risposta di eccitazione elettroencefalografica a seguito di stimoli uditivi o stimoli elettrici coinvolgenti la formazione reticolare mesencefalica, l'ipotalamo posteriore ed il talamo centromediano appare invece significativamente soppressa.
La risposta fotica suscitata da flash di luce a livello della corteccia visiva è significativamente soppressa da estazolam.

## Avvertenze
Si ricorda che le benzodiazepine possono causare sonnolenza, e per questa ragione si consiglia cautela nella guida di veicoli o nello svolgimento di attività che richiedono prontezza di riflessi.

## Abuso
Uno studio eseguito su dei primati ha sottolineato il potenziale di abuso di estazolam.
Estazolam è un farmaco che presenta un potenziale di abuso. Sostanzialmente possiamo distinguere due tipi possibile di abuso: abuso per motivi ricreazionali (quando il farmaco viene assunto per raggiungere uno stato di euforia, ovvero per "sballare") ed un abuso per trattamento a lungo termine o trattamento continuato contro il parere medico.
Negli Stati Uniti estazolam divenne famoso nel 1998, quando una grande quantità di un mix di erbe per conciliare il sonno chiamato "Sleeping Buddha" venne ritirato dal commercio dopo che la Food and Drug Administration scoprì che conteneva estazolam.